# Avouerie d'Anthisnes
L’Avouerie d'Anthisnes se trouve dans la commune belge d'Anthisnes en Province de Liège (Région wallonne).
L'Avouerie est composée d'un donjon du XIIe siècle et d'un corps de logis qui s'y est adossé au XVIIe siècle.

## Le donjon
La période pendant laquelle le donjon fut élevé se situe entre la fin du XIIe siècle et la fin du XIIIe siècle.
Le donjon est une construction de cinq étages dont l'épaisseur des murs peut atteindre deux mètres. Il est de plan carré et est bâti en pierres calcaires issues des carrières de la région. De petites fenêtres ainsi que des meurtrières et des créneaux ponctuent les quatre niveaux supérieurs de la construction. 
Le donjon a parcouru les siècles pour nous parvenir intact et conforme à sa construction initiale. Il compte parmi les trois donjons européens de cette époque  les mieux conservés.
Aujourd'hui, le donjon abrite un petit musée consacré à la bière et au Pèkèt.

## Le corps de logis
Le corps de logis fut construit par Godefroid d'Antine et terminé en 1648. Il est adossé au donjon et est composé d'une imposante façade à quatre travées entourée de deux tours carrées moins hautes que la tour du donjon.

## La Réserve de l'Avouerie
Dans les caves voûtées de l'Avouerie, se déguste la Réserve de l'Avouerie d'Anthisnes. Il s'agit d'une bière de haute fermentation, ambrée, légèrement ferrugineuse, avec un taux d'alcool de 5 %, brassée suivant une recette inspirée du Château. Cette bière est brassée à la Brasserie Minne à Baillonville. 

## Visites
L'avouerie d'Anthisnes se visite toute l'année du mardi au dimanche de 10 à 18 heures.

## Sources et liens

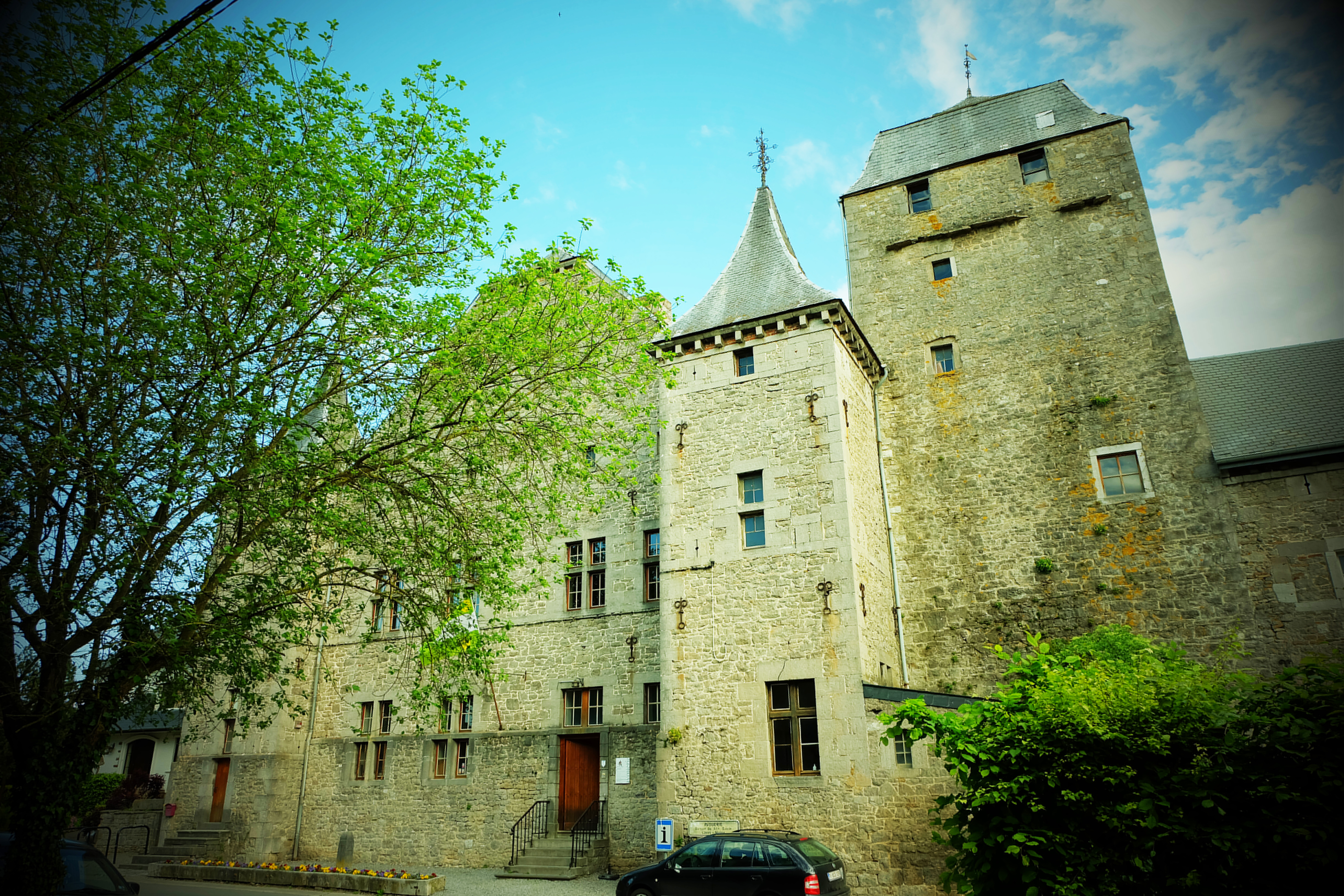

http://www.avouerie.be/